# The Seventh Victim
The Seventh Victim is een Amerikaanse film noir uit 1943 onder regie van Mark Robson.

## Verhaal
Mary Gibson trekt naar New York om haar zus te vinden. Ze wordt daarbij geholpen door dokter Louis Judd. Op die manier komt ze op het spoor van een sekte van duivelaanbidders.

## Rolverdeling
| Acteur           | Personage         |
| ---------------- | ----------------- |
| Tom Conway       | Dr. Louis Judd    |
| Jean Brooks      | Jacqueline Gibson |
| Isabel Jewell    | Frances Fallon    |
| Kim Hunter       | Mary Gibson       |
| Evelyn Brent     | Natalie Cortez    |
| Erford Gage      | Jason Hoag        |
| Ben Bard         | Mijnheer Brun     |
| Hugh Beaumont    | Gregory Ward      |
| Chef Milani      | Giacomo Romari    |
| Marguerita Sylva | Bella Romari      |